# Fons Luijben
Fons Luijben (Zierikzee, 29 december 1941) is een Nederlandse politicus. Hij was van de Tweede Kamerverkiezingen 2006 tot 17 juni 2010 lid van de Tweede Kamer voor de Socialistische Partij.
Luijben was bankdirecteur in Heusden en tot 1999 lid van het CDA. Van 2003 tot 2007 was hij voor de SP fractievoorzitter in de provinciale staten van Zeeland. Hij was eveneens lid van de afdeling Hulst van de SP. Verder was hij lid van het bestuur van het noodfonds Oost-Zeeuws-Vlaanderen en penningmeester van de Caritas Parochie Heilige Martinus, te Kloosterzande. Hij was ook vicevoorzitter van de cliëntenraad Sociale Zekerheid in Hulst.
Voor de Tweede Kamerverkiezingen 2010 stond hij als 26e op de kandidatenlijst van de SP. Hij behaalde 375 stemmen, maar werd niet in de Kamer verkozen.
- Parlement.com: vhfc2zr3yynw